# 云南沿阶草
云南沿阶草（学名：Ophiopogon tienensis）为百合科沿阶草属下的一个种。

## 扩展阅读
- 維基物種上的相關：云南沿阶草